# Max von Behr
Max Heinrich von Behr (10. ledna 1879 – 27. prosince 1951) byl vysoce vyznamenaný veterán první světové války a důstojník Waffen-SS v hodnosti SS-Gruppenführer und Generalleutnant der Waffen-SS (Generálporučík Waffen-SS) za druhé světové války. Ke konci druhé světové války sloužil jako velitel SS v Berlíně.

## Mládí a první světová válka
Max von Behr se narodil 10. ledna 1879 v rodině pastora ve východopruském městě Reddenau. Poté, co roku 1898 úspěšně složil maturitní zkoušku, se rozhodl vstoupit do císařské německé armády. V hodnosti praporčíka (Fähnrich) byl zařazen k 8. granátnickému pluku "Král Fridrich Vilém III." (Leib-Grenadier-Regiment "König Friedrich Wilhelm III." Nr. 8), který sídlil ve Frankfurtu nad Odrou.
Před začátkem první světové války sloužil jako pobočník velitele praporu a později i jako pobočník velitele pluku u téže jednotky. K 1. dubnu 1911 byl převelen ke generálnímu štábu císařské armády. Zde zůstal až do 18. října 1913, kdy byl povýšen do hodnosti kapitána (Hauptmann) a současně byl jmenován do funkce zpravodajského důstojníka u III. císařského armádního sboru pod velením generála Ewalda von Lochowa.
S vypuknutím první světové války byl opět převelen a stal se náčelníkem štábu u 80. záložní pěší divize (Reserve-Infaterie-Division Nr. 80). S touto jednotkou se následně účastnil těžkých bojů východní fronty u Mazurských jezer.
Různé štábní posty střídal až do konce února roku 1916, kdy se stal velitelem II. praporu 265. záložního pěšího pluku (Reserve-Infanterie-Regiment Nr. 265), který byl začleněn do 80. záložní pěší divize. Koncem března téhož roku byl raněn a ze svých zranění se léčil až do října 1916.
Následně byl jmenován náčelníkem štábu u 105. pěší divize (Infanterie-Division Nr. 105) a počátkem února příštího roku byl převelen do generálního štábu vojenské hospodářské správy pro Rumunsko. V listopadu 1917 se stal náčelníkem tohoto štábu a na tomto postu zůstal až do konce války.
Armádu opustil v hodnosti Majora dne 14. března 1919. Během služby v první světové válce získal mnoho vojenských vyznamenání, včetně obou stupňů železného kříže.

## Shrnutí vojenské kariéry

### Data povýšení
- Fähnrich – 1. březen, 1898
- Sekondeleutnant – 18. srpen, 1899
- Oberleutnant – 17. září, 1909
- Hauptmann – 22. březen, 1913
- Major – 16. září, 1917
- SS-Obersturmbannführer – 30. leden, 1936
- SS-Standartenführer – 20. duben, 1936
- SS-Oberführer – 20. duben, 1937
- SS-Brigadeführer – 30. leden, 1938
- Generalmajor der Waffen SS – 1. červenec, 1941
- SS-Gruppenführer und Generalleutnant der Waffen-SS – 30. leden, 1944

### Významná vyznamenání
- Rytířský kříž královského pruského domácího řádu Hohenzollernů s meči – 16. říjen, 1917
- Pruský železný kříž I. třídy (První světová válka)
- Pruský železný kříž II. třídy (První světová válka)
- Meklenbursko-Zvěřínský válečný záslužný kříž II. třídy (První světová válka)
- Württemberský rytířský kříž Fridrichova řádu I. třídy s meči (První světová válka)
- Rakouský vojenský záslužný kříž III. třídy s válečnou ozdobou (První světová válka)
- Rakouský řád železné koruny III. třídy s válečnou ozdobou (První světová válka)
- Královský pruský řád koruny IV. třídy (První světová válka)
- Rakouský řád Františka Josefa III. třídy (První světová válka)
- Knížecký lippský válečný záslužný kříž (První světová válka)
- Hamburský Hanzovní kříž – 22. prosinec, 1917
- Meklenbursko-Schwerinský rytířský kříž Pegasova řádu (První světová válka)
- Saský Vévodský saský ernestinský řád – Rytířský kříž I. třídy s meči (První světová válka)
- Pruský kříž řádu Johannitů (První světová válka)
- Válečný záslužný kříž I. třídy s meči
- Válečný záslužný kříž II. třídy s meči
- Kříž cti
- Sudetská pamětní medaile
- Medaile za Anschluss
- Služební vyznamenání NSDAP v bronzu
- Civilní odznak SS
- Čestná dýka Reichsführera-SS
- Totenkopfring
- Johanniterorden
- Greifenorden, rytířský kříž
- Verdienstkreuz für Kriegshilfe[1]
- Herzoglich Sachsen-Ernestinischer Hausorden, I. třída s meči
- Orden der heiligen Tamara (Gruzie)
- Osmanje-Orden, III. třída s meči, (Osmanská říše)
- Železný půlměsíc, (Osmanská říše)
- Militär-Verdienstorden, II. třída s korunou a meči (Bulharsko)
- Řád italské koruny, III. třída (Italské království)
- Imperiale Orden vom Joch und den Pfeilen, komtur (Španělsko)